# ایشبوشت
ایشبعل یا ایشبوشت (به عبری: אִישְׁבֹּשֶׁת‎) مطابق روایت تنخ پسر و جانشین شائول بود که بعد از مرگ او به عنوان دومین پادشاه اسرائیل به مدت ۲ سال سلطنت کرد و با توطئه داوود به قتل رسید.
او از پسران کوچک شائول بود اما زمانی که یوناتان و دیگر فرزندان شائول به همراه پدرشان در میدان نبرد کشته شدند، او توانست با یاری ابنیر به سلطنت اسرائیل برسد. ایشبوشت از خود قدرت زیادی نداشت و قدرت اصلی در دستان ابنیر بود و احتمالاً او در زمان آغاز سلطنت خردسال بوده‌است. سرانجام، داوود با نیرنگ ابنیر را به قتل رساند و بعد از مرگ ابنیر، دو تن از فرماندهان ایشبعل او را کشتند و سر بریده‌اش را برای داوود فرستادند. بعد از مرگ او، داوود بدون روبرو شدن با مانعی جدی پادشاه اسرائیل شد.
نام این شخص در ابتدا ایشبعل بوده اما برخی نسخه‌ها او را ایشبوشت نامیده‌اند، زیرا به کار رفتن کلمه «بعل» در یک نام اسرائیلی، برای کاتبان آزاردهنده بوده‌است. بوشت در عبری به معنای شرمسار است.